# Kızıltepe
Kızıltepe (Kiziltepe) —antiga Koçhisar, Koç Hisar o Koč Hisar de Mardin, en kurd Qoser, en àrab Tell-Ermen, literalment «Turó dels Armenis»— és una ciutat i districte de la província de Mardin al sud-est de Turquia (i al sud-est de la ciutat de Mardin), a la riba del Zerkan Suyu, afluent del Khabur. El 1970 tenia 16.376 habitants i el 2009 eren 129.745.

## Història
A l'inici de l'època musulmana el seu nom era Dunaysir; amb els ortúquides fou un important centre de caravanes i tenia una escola de medicina; d'aquesta època és la mesquita de l'Ulu datada vers 1204/1205. El 1516, al final de la campanya de Selim I contra els safàvides, un exèrcit otomà manat per Biyikli Mehmed Paixà, beglerbegi del Diyar Bakr va derrotar els perses manats per Karakhan Ustadjlu, prop de Kiziltepe llavors Koč Hisar, i tota la regió va passar als otomans, formant part del sandjak de Mardin que es va formar al eyalat o beglerbegilik del Diyar Bakr. La ciutat va quedar dins el districte de Mardin del sandjak de Mardin (1518). El 1766 el viatger Carsten Niebuhr hi va trobar 5 minarets. Al segle xix (1864) fou una nahiye del sandjak de Mardin i després del 1923 un kaza del vilayat de Mardin. El 2006 hi va haver forts disturbis entre manifestants kurds i els aparells repressius turcs. la població està barrejada amb kurds, txerkesos, àrabs i turcs.